# Artemis Fowl: Het bedrog van Opal
Artemis Fowl: Het bedrog van Opal (originele titel Artemis Fowl: The Opal Deception) is het vierde deel uit de boekenserie Artemis Fowl van de Ierse schrijver Eoin Colfer. Het boek is in 2005 in Ierland uitgebracht en is in hetzelfde jaar vertaald naar het Nederlands.

## Samenvatting
Het veertienjarige criminele genie Artemis Fowl II heeft een zeer gewaagde kunstroof gepland. Hij weet op geniale wijze het schilderij De diefachtige elf uit een bankkluis te ontvreemden. Op het moment dat hij de authenticiteit van het schilderij wil vaststellen, weet de bodyguard van Artemis nog maar net een aanslag op zijn jonge meester te verijdelen. Holly Short staat op het punt om gepromoveerd te worden tot de eerste vrouwelijke majoor van de elfBI. Zonder de steun van elfBI-commandant Julius Root zou dat nooit zijn gelukt, maar laat het nu net Root zijn met wie Holly samen in een hinderlaag wordt gelokt.
Voor de surveillancecamera's lijkt het net alsof Holly haar commandant neerschiet, alvorens uit de hinderlaag te ontsnappen. Wie zal Holly geloven als ze vertelt dat ze Julius Root juist probeerde te redden? Het wordt al snel duidelijk wie er verantwoordelijk is voor de problemen. Na het mislukken van de koboldenopstand leek de kwaadaardige rebellenleidster Opal Koboi in een diep coma beland te zijn. Maar eenmaal terug uit haar schijncoma wil ze wraak nemen op hen die toen verantwoordelijk waren voor haar falen: Holly Short, Julius Root en Artemis Fowl. Ze slaagt erin uit de gevangenis te ontsnappen met behulp van een kloon en spant samen met de Italiaan Giovanni Zito voor haar wraakactie. Ze wil de mensen de elfenwereld laten ontdekken in de hoop dat dit tot een oorlog zal leiden tussen beide soorten.

## Code
Zoals bij veel Artemis Fowl-boeken zit in dit boek een code verstopt. Deze is geschreven in het Gnomisch, waarvan de vertaling op de website van de boekenserie staat.

## Reacties
Reacties op het boek waren gemengd. Entertainment Weekly merkte op dat de personages nog steeds goed waren, maar dat Colfer het verhaal te veel naar de achtergrond liet verdwijnen als gevolg van de vele gadgets en elfentechnologie die in het boek aan bod komen.